# Yana (langue)
Pour les articles homonymes, voir Yana.
Le yana est une langue isolée parlée dans le Nord de la Californie. La langue a été recueillie au début du XXe siècle par Edward Sapir qui a travaillé avec le dernier locuteur, Ishi, mort en 1916. Le yana est compté comme un des membres de l'hypothétique groupe hokan.

## Variétés
Le yana, autant que nos connaissances permettent de l'établir, comprenait quatre variétés, le yana du Nord, le yana du Sud, le yana central et le yahi, que parlait Ishi.

## Phonologie

### Voyelles
|         | Antérieure    | Centrale      | Postérieure   |
| ------- | ------------- | ------------- | ------------- |
| Fermée  | i [i] iː [iː] |               | u [u] uː [uː] |
| Moyenne | e [e] eː [eː] |               | o [o] oː [oː] |
| Ouverte |               | a [a] aː [aː] |               |

### Consonnes
|               |            | Bilabiale | Dentale  | Latérale | Palatale | Vélaire | Glottale |
| ------------- | ---------- | --------- | -------- | -------- | -------- | ------- | -------- |
| Occlusives    | Sourdes    | p [p]     | t [t]    |          |          | k [k]   | ʔ [ʔ]    |
| Occlusives    | Aspirées   | ph [pʰ]   | th [tʰ]  |          |          | kh [kʰ] |          |
| Occlusives    | Glottales  | pʼ[pʼ]    | tʼ[tʼ]   |          |          | kʼ [kʼ] |          |
| Fricatives    | Fricatives |           | s [s]    |          |          | x [x]   | h [h]    |
| Affriquées    | Sourdes    |           | c [t͡s]   |          |          |         |          |
| Affriquées    | Aspirées   |           | ch [t͡sʰ] |          |          |         |          |
| Affriquées    | Glottales  |           | cʼ [t͡sʼ] |          |          |         |          |
| Nasales       | Simples    | m [m]     | n [n]    |          |          |         |          |
| Nasales       | Glottales  | mʼ [mʼ]   | nʼ [nʼ]  |          |          |         |          |
| Liquides      | simples    |           | r [r]    | l [l]    |          |         |          |
| Liquides      | Glottales  |           |          | lʼ [lʼ]  |          |         |          |
| Semi-voyelles | simples    | w [w]     |          |          | y [j]    |         |          |
| Semi-voyelles | Glottales  | wʼ [wʼ]   |          |          | yʼ [jʼ]  |         |          |

## Sources
- (en) Leanne Hinton, Yana Morphology: A Thumbnail Sketch, Occasional Papers on Linguistics, N°14, Papers from the 1987 Hokan-Penutian Languages Workshop, and Friends of Uto-Aztecan Workshop, Carbondale, Department of Linguistics, Southern Illinois University, 1988.
- (en) Edward Sapir, Morris Swadesh, Mary R. Haas, Yana Dictionary, University of California Publications in Linguistics, Vol. 22 Berkeley and Los Angeles, University of California Press, 1960.